# Acliceratia
Acliceratia là một chi ốc biển trong họ Truncatellidae.

## Các loài
- Acliceratia beddomei (Dautzenberg, 1912)[4]
- Acliceratia carinata (Smith, 1871)[5]